# Claudia Moreira Salles
Claudia Moreira Salles (Rio de Janeiro, 1955) é uma designer e decoradora brasileira detentora de prestígio e reconhecimento internacional nos círculos de sua área.

## Biografia
Claudia nasceu no ano de 1955, na cidade do Rio de Janeiro, então capital do Brasil. No ano de 1978, formou-se no curso de Design na Escola Superior de Desenho Industrial (Esdi) instituição integrante a Universidade do Estado do Rio de Janeiro (UERJ).
Iniciou sua vida de trabalho no Museu de Arte Moderna do Rio de Janeiro (MAM Rio) no Instituto de desenho industrial. Na década de 1980, saiu do Rio de Janeiro para morar em São Paulo. Começa a desenvolver trabalhos de mobiliário com característica artesanal e semiartesanal, sempre com o uso de madeira.
A madeira tornou-se uma das principais características dos trabalhos de Claudia. No ano de 2005, concedeu uma entrevista para Augusto Olivani do Universo Online (UOL), Claudia contou sobre o uso de madeira em suas obras, "No Rio, você tinha muito mobiliário de madeira na casa das pessoas, com criações de Joaquim Tenreiro e Sérgio Rodrigues. É algo presente na minha memória é a cara da casa brasileira."
Possui contribuições em diversas áreas, como móveis, acessórios e luminárias, sendo representada pela Espasso em Nova Iorque que é responsável pela divulgação e comercialização da obra de Claudia no exterior. Já assinou coleções da Casa21, Firma Casa, Dpot e Tok&Stok.
No ano de 2005, sua obra foi analisada no livro de Adélia Borges chamado Claudia Moreira Salles - Designer que faz um retrospecto da carreira de Claudia.
Atualmente, mantém seu escritório em São Paulo, no bairro de Itaim Bibi, bairro nobre da capital paulista.

## Vida pessoal
Claudia é casada com o empresário Fernando Moreira Salles, filho de Walther Moreira Salles.

## Exposições

### Individuais
- Tradição e transição, Casa França-Brasil no Rio de Janeira (1998).[2]
- Claudia Moreira Salles - Designer, Museu da Casa Brasileira em São Paulo (2005).[10]
- Paço Imperial no Rio de Janeiro (2006).[2]
- Paralelogramos, Galeria Baró em São Paulo (2011).[20]
- Convívios, Firma Casa em São Paulo (2012).[21]
- Galeria Espasso em Nova Iorque (2013).[2]
- Sintonia Fina, Galeria Luciana Caravello no Rio de Janeiro (2016).[22]

### Coletivas
- Cadeiras Brasileiras, Museu da Casa Brasileira em São Paulo (1994).[23]
- Uma história do sentar, Museu Oscar Niemeyer em Curitiba (2002).[24]
- Design brasileiro hoje: Fronteiras, Museu de Arte Moderna de São Paulo em São Paulo (2009).[25]
- Bordado design, Galeria Vermelho em São Paulo (2011).[26]
- From the marge to the end, Somesert House em Londres (2012).[27][28]
- Bienal Brasileira de Design 2012, Palácio das Artes em Belo Horizonte (2012).[29]